# Pycnocraspedum phyllosoma
Pycnocraspedum phyllosoma är en fiskart som först beskrevs av Parr, 1933.  Pycnocraspedum phyllosoma ingår i släktet Pycnocraspedum och familjen Ophidiidae. Inga underarter finns listade i Catalogue of Life.